# Evangelische Kirche (Wettesingen)

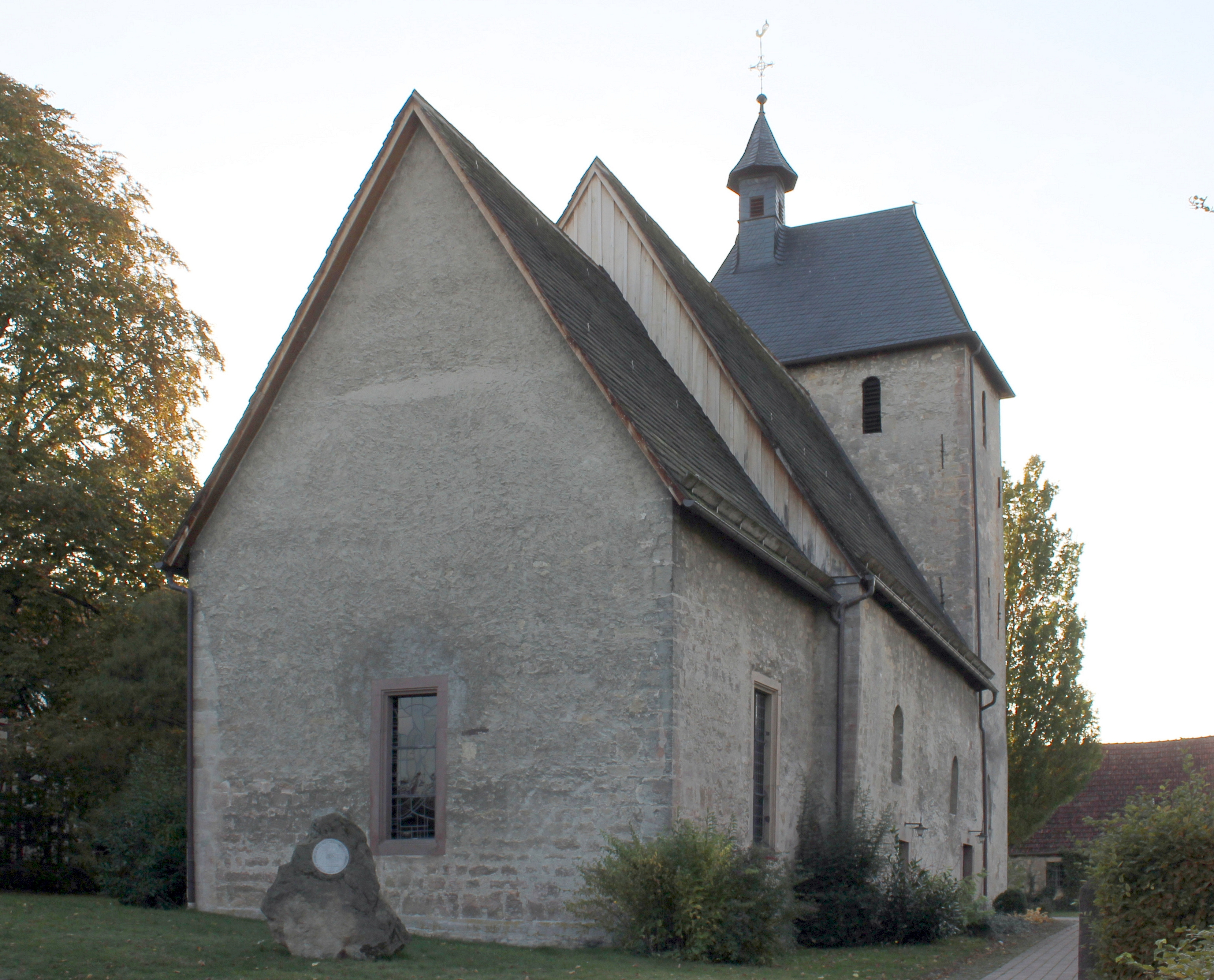
Evangelische Kirche in Wettesingen

Die Evangelische Kirche Wettesingen ist ein denkmalgeschütztes Kirchengebäude, das in Wettesingen steht, einem Ortsteil der Gemeinde Breuna im Landkreis Kassel in Hessen. Die Kirchspiel gehört zum Kirchenkreis Hofgeismar-Wolfhagen im Sprengel Kassel der Evangelischen Kirche von Kurhessen-Waldeck.

## Beschreibung
Die Saalkirche besteht aus dem querrechteckigen Kirchturm einer ehemaligen Wehrkirche im Westen, einem gleich breiten Kirchenschiff mit zwei Jochen und einem eingezogenen rechteckigen Chor aus dem frühen 12. Jahrhundert. Der Kirchturm ist quer mit einem Walmdach bedeckt, aus dem sich im Süden des Dachfirstes ein quadratischer Dachreiter erhebt, der mit einem achtseitigen Zeltdach bedeckt ist. Das Erdgeschoss des Turms war ursprünglich mit einer dreifachen Arkade zum Kirchenschiff geöffnet, jetzt ist es in drei Räume unterteilt. Die 1785 von Johann Friedrich Euler gebaute Orgel steht seit 1974 auf der Empore im Westen. Die steinerne Kanzel aus der 2. Hälfte des 17. Jahrhunderts befindet sich mit der alten Bemalung am Chorbogen. Die Gewölbe im Kirchenschiff und im Chor wurden 1485 ausgemalt. Die Glasmalereien der Fenster im Chor wurden 1991 von Erhardt Jakobus Klonk gestaltet.